# Pocrane
Pocrane är en kommun i Brasilien.   Den ligger i delstaten Minas Gerais, i den sydöstra delen av landet, 800 km sydost om huvudstaden Brasília. Antalet invånare är 8 998.
Omgivningarna runt Pocrane är huvudsakligen savann. Runt Pocrane är det glesbefolkat, med 8 invånare per kvadratkilometer.